# 尤里卡 (印第安納州勞倫斯縣)
尤里卡（英語：Eureka）是位於美國印地安納州勞倫斯縣的一個非建制地區。該地的面積和人口皆未知。